# Balat (Didim)
Pour les articles homonymes, voir Balat.
Balat est un village du district de Didim dans la province d'Aydın, dans le Sud-Ouest de la Turquie. C'est sur son territoire que se trouve le site de la ville antique de Milet.

## Géographie
Le village est à 86 kilomètres d'Aydın et à 21 kilomètres de Didim. C'est un village agricole qui vit de l'élevage.

## Histoire
L'histoire du village de Balat se confond avec celle de la ville de Milet jusqu'à la fin du XIVe siècle où elle devient la capitale de la dynastie beylicale des Menteşeoğulları.
Les Menteşeoğulları avaient comme capitale Beçin à proximité de Milas. En 1391, le bey Tacettin Ahmet Gazi étant décédé, le sultan ottoman Yıldırım Bayezid en profita pour annexer le beylicat. İlyas Bey, le dernier bey de Menteşe vit son pouvoir restauré par la défaite de Bayezid contre Tamerlan en 1402. Il fit de Balat sa capitale et y fit construire une mosquée qui porte son nom. Il reconnut la souveraineté des ottomans en 1414 et le beylicat fut définitivement absorbé par l'empire ottoman en 1424.